# 트레보 찰로바
트레보 토머스 찰로바(영어: Trevoh Thomas Chalobah, 1999년 7월 5일 ~ )는 잉글랜드의 축구 선수로 현재 잉글랜드 프리미어리그의 크리스털 팰리스 소속이다.

## 기록

### 대회 기록
- 첼시 FC (2017 ~ )
  - UEFA 슈퍼컵 : 2021
- FIFA 클럽 월드컵 : 2022